# Joyce Hatto
Joyce Hatto (ur. 5 września 1928 w Londynie, zm. 30 czerwca 2006 w Cambridge) – brytyjska pianistka.
W latach 50. XX wieku koncertowała w Wielkiej Brytanii, jednak bez większego powodzenia. Później wykonywała zawód nauczycielki muzyki. W 1971 powróciła na scenę, grając m.in. repertuar Liszta. 7 lipca 1976 przerwała koncertowanie, tłumacząc je zaawansowaną chorobą nowotworową (jak ustaliła dziennikarka "The Independent", Jessica Duchan, raka jajników zdiagnozowano u niej dopiero na początku lat 90.). W 1989 zaczęły się ukazywać płyty artystki, nagrywane w studiu i wytwórni Concert Artist Records, prowadzonej przez jej męża Williama Barrington-Coupe'a. W nagraniach miały uczestniczyć mało znane orkiestry oraz dyrygenci. Nagrania mimo limitowanych ilości zyskiwały znakomite recenzje krytyków oraz popularność wśród słuchaczy. Łącznie ukazały się 103 płyty.
Hatto wykonywała między innymi kompozycje Brahmsa, Chopina, Liszta i Rachmaninowa. 
W 2007 brytyjski miesięcznik muzyczny "Grammophone", powołując się na ekspertyzy firmy Pristine Audio, ujawnił, że część nagrań pochodzących z okresu choroby artystki jest plagiatem. Na podstawie porównań ustalono, iż jedno z nagrań należało nie do Joyce Hatto, ale Laszlo Simona, a co najmniej kilka innych zostało zmiksowanych z nagraniami Władimira Aszkenaziego, Yefima Bronfmana i Eugene'a Indjica. Do plagiatu przyznał się mąż artystki, tłumacząc, iż chciał ukryć momenty cierpienia pianistki z bólu. Szef magazynu "Grammophone", James Inverne określił fałszerstwo jako największy skandal w historii fonografii w zakresie muzyki poważnej. Zidentyfikowano blisko 66 plagiatów na 20 płytach.